# Vindfell
Vindfell är en bergstopp i republiken Island. Den ligger i regionen Austurland, 400 km öster om huvudstaden Reykjavík. Toppen på Vindfell är 786 meter över havet.
Runt Vindfell är det mycket glesbefolkat, med 2 invånare per kvadratkilometer. Närmaste större samhälle är Fáskrúðsfjörður, nära Vindfell. Trakten runt Vindfell består i huvudsak av gräsmarker.